# Йохан фон Пфанберг
Йохан фон Пфанберг (на немски: Johann, Graf von Pfannberg; * 1321; † пр. 25 ноември 1362) е последният граф от род Пфанберг в Австрия при Фронлайтен в Щирия.

## Произход
Той е син на граф Улрих V фон Пфанберг (1287 – 1354) и втората му съпруга графиня Маргарета фон Верденберг († сл. 1335), вдовица на граф Бертхолд III фон Грайзбах († 1324), дъщеря на граф Рудолф II фон Верденберг-Зарганс († 1323) и съпругата му фон Аспремонт/ или на Хуго II фон Верденберг-Хайлигенберг († 1308) и Еуфемия фон Ортенбург-Каринтия († 1316).

## Фамилия
Йохан фон Пфанберг се жени на 12 март 1354 г. във Виена за Маргарета фон Шаунберг († сл. 1380), дъщеря на граф Рудолф фон Шаумберг († 1347/1348). Те имат една дъщеря:
- Маргарета фон Пфанберг († 1396), наследничка на Хойнбург и Маншперг, омъжена I. след разрешение от папата 1369 г. за Ханус фон Цили († 29 април 1372), II. омъжена пр. 16 юни 1373 г. за минезенгер граф Хуго фон Монфор (* ок. 1357; † 4 април 1423), („ de iure uxoris“), син на граф Вилхелм II фон Монфор-Брегенц/III († 1373/1374) и втората му съпруга графиня Урсула фон Пфирт († 1367).

Вдовицата му Маргарета фон Шаумберг се омъжва втори път пр. 16 юни 1373 г. за свата си (третата съпруга) граф Вилхелм II фон Монфор-Брегенц († 1373/1374).